# Dog Fashion Disco
Dog Fashion Disco ist eine ursprünglich aus Rockville, Maryland stammende Band. Aufgrund der vielen unterschiedlichen Musikstile, die von Jazz über Zirkus-Musik bis zum Progressive Metal reichen, wird das Genre häufig auch als Avantgarde-Metal oder Experimental-Metal bezeichnet.

## Bandgeschichte
Kurz nach ihrer Gründung, bevor sie überhaupt Titel veröffentlichten, hieß die Band noch Hug The Retard; diesen Namen fanden sie jedoch zu anstößig und benannten sich in Dog Fashion Disco um.
Die ersten beiden Alben Erotic Massage (1997) und Experiments in Alchemy (1998) wurden selbst produziert. Das 2000 erschienene Album The Embryos in Bloom wurde von Outerloop Records produziert.
Von 2001 bis 2003 waren sie bei Spitfire Records unter Vertrag, wo die Alben Anarchists Of Good Taste (2001), die EP Mutilated Genitals (2001) und Committed To A Bright Future (2003) erschienen.
Serj Tankian von System of a Down steuerte stellenweise Gesang bei dem Song Mushroom Cult auf dem Album Anarchists Of Good Taste bei.
Auf Committed To A Bright Future erschien unter anderem ein Re-Release des Liedes Pogo The Clown, welches bereits auf Experiments in Alchemy veröffentlicht wurde und sich mit den Taten des sogenannten Killer-Clowns John Wayne Gacy auseinandersetzt.
Die EP Day Of The Dead (2004) wurde wieder selbst produziert. 2005 brachten sie unter dem Label Artemis Records ihr erstes Live-Album The City Is Alive Tonight..Live in Baltimore heraus.
2006 brachte Dog Fashion Disco über das Label Rotten Records das Album Adultery heraus, im Sommer desselben Jahres ging die Band das vorerst letzte Mal auf Tour. Am 5. Dezember 2006 gaben sie auf ihrer myspace-Seite die anstehende Auflösung bekannt.
Am 13. Januar 2007 gaben sie ein finales Konzert vor ausverkaufter Halle in Baltimore.
Nach der Auflösung von Dog Fashion Disco 2007 beschlossen die ehem. Bandmitglieder Todd Smith, Jasan Stepp und John Ensminger die Band Polkadot Cadaver zu gründen, die noch im gleichen Jahr das Album Purgatory Dance Party herausbrachte.
Am 25. Juli 2008 wurde auf ihrer myspace-Seite bekannt gegeben, dass es am 12. September 2008 ein weiteres Konzert mit originaler Besetzung geben soll. Als Besonderheit sollte das sehr frühe Original-DFD-Mitglied Steve Mears, E-Bass spielen. Auf dem Konzert wurde der Release der neuen DFDVD II sowie der CD Beating a Dead Horse to Death.... Again, die Raritäten enthält, gefeiert. Das Konzert fand erneut in Baltimore statt.
2013 fand sich die Band erneut zusammen und spielte das über Indiegogo finanzierte Album Sweet Nothings ein. Im Oktober 2015 erschien das eng an das Material aus Sweet Nothings anknüpfende Nachfolgealbum Ad Nauseam.

## Diskografie
- 1997: Erotic Massage
- 1998: Experiments in Alchemy
- 2000: The Embryos in Bloom
- 2001: Anarchists of Good Taste
- 2001: Mutilated Genitals (EP)
- 2003: Committed to a Bright Future
- 2004: Day of the Dead (EP)
- 2004: DFDVD (DVD)
- 2005: The City Is Alive Tonight..Live in Baltimore
- 2006: Adultery
- 2008: DFDVD II (DVD)
- 2008: Beating a Dead Horse to Death... Again
- 2014: Sweet Nothings
- 2015: Ad Nauseam
- 2019: Tres Pendejos (Akustik-Album)
- 2022: CULT CLASSIC